# Orectolobidae
Orectolobidae é uma família de tubarões da ordem Orectolobiformes, constituida por oito espécies. Podem ser encontrados em águas tropicais e temperadas pouco profundas do Oceano Pacífico ocidental e Oceano Índico oriental, principalmente na Austrália e Indonésia, apesar de uma espécie, Orectolobus japonicus, ocorrer tão a norte como no Japão.
São animais que vivem junto ao fundo oceânico, onde passam a maior parte do tempo a descansar, muitas vezes debaixo entre as rochas. A maior espécie, Orectolobus maculatus, cresce até 3,2 m de comprimento. Possuem camuflagem com padrões simétricos e marcas corporais que fazem com que se assemelhem a carpetes. A camuflagem é aumentada devido à presença de pequenas estruturas semelhantes a vegetação junto à boca do animal. Usam a camuflagem como meio de se esconderem entre as rochas e para facilitar a captura de presas. Adoptam a estratégia de predadores de emboscada.
São animais inofensivos para o ser humano, a não ser se provocados. Já provocaram mordeduras acidentais em humanos que os pisaram em locais de águas pouco profundas. Podem morder mergulhadores que os manipulem ou que se atravessem no caminho de fuga destes tubarões. Possuem dentes afiados e a mordedura pode ser grave, mesmo se dada num fato de mergulho. Uma vez mordendo, poderá ser difícil a sua remoção. Para prevenir serem mordidos, mergulhadores devem evitar o contato acidental.
A sua carne pode ser usada na alimentação humana e a sua pele usada no fabrico de couro

## Géneros e espécies
- Orectolobus
  - Orectolobus halei Whitley, 1940.[2]
  - Orectolobus hutchinsi Last, Chidlow & Compagno, 2006.[3]
  - Orectolobus dasypogon (Bleeker, 1867) 
  - Orectolobus japonicus Regan, 1906 
  - Orectolobus maculatus (Bonnaterre, 1788) 
  - Orectolobus ornatus (De Vis, 1883) 
  - Orectolobus wardi Whitley, 1939 
  - Orectolobus sp. A
- Sutorectus
  - Sutorectus tentaculatus (Peters, 1864)